# Liên hoan phim quốc tế Hà Nội lần thứ 5
Liên hoan phim quốc tế Hà Nội lần thứ 5 là lần thứ 5 tổ chức của Liên hoan phim quốc tế Hà Nội với khẩu hiệu "Điện ảnh - Hội nhập và phát triển bền vững". Liên hoan phim khai mạc vào ngày 27 tháng 10 năm 2018 và bế mạc vào ngày 31 tháng 10 năm 2018 tại Cung Văn hóa Hữu nghị Hà Nội. Tham dự liên hoan phim có 147 bộ phim tuyển chọn từ 45 quốc gia, vùng lãnh thổ được chiếu tại bốn cụm rạp: Trung tâm Chiếu phim quốc gia, Rạp Tháng Tám, Rạp Kim Đồng, BHD Star Vincom. Điện ảnh Việt Nam góp mặt tại liên hoan phim với 1 phim dài (phim truyện), 10 phim ngắn (phim truyện ngắn, tài liệu, hoạt hình) và 35 bộ phim ở các thể loại được tuyển chọn để trình chiếu.

## Tổ chức

### Chuẩn bị
Bắt đầu làm việc từ tháng 3 tháng 2018, Hội đồng sơ tuyển đã tuyển chọn từ hơn 500 phim truyện, phim ngắn (tài liệu, khoa học, hoạt hình) của gần 50 quốc gia và vùng lãnh thổ trên thế giới như: Ấn Độ, Hàn Quốc, Nhật Bản, Thái Lan, Trung Quốc, Hongkong (Trung Quốc), Ba Lan, Bỉ, Bồ Đào Nha, Estonia, Đức, Hungary, Hà Lan, Italy, Latvia, Luxemburg, Nga, Pháp, Thụy Điển, Argentina, Brazil, Canada, Chile, Colombia, Eduado, Mexico, Peru, Mỹ… Từ đó đã tìm ra 147 tác phẩm điện ảnh để tham gia tranh tài cũng như công chiếu cho khán giả và khách mời đến tham dự.
Chiều 23 tháng 8, tại Hà Nội, Bộ Văn hóa, Thể thao và Du lịch tổ chức họp báo giới thiệu Liên hoan phim quốc tế Hà Nội lần thứ 5. Sự kiện năm nay do Bộ Văn hóa, Thể thao và Du lịch phối hợp cùng Ủy ban nhân dân thành phố Hà Nội chỉ đạo, Cục Điện ảnh chủ trì, phối hợp với Sở Văn hóa, Thể thao thành phố Hà Nội và các cơ quan, đơn vị liên quan tổ chức thực hiện.
Với khẩu hiệu “Điện ảnh - Hội nhập và phát triển bền vững”, HANIFF 2018 vinh danh các tác phẩm điện ảnh mang tính sáng tạo, giàu giá trị nhân văn, sáng tạo, khuyến khích những tài năng mới của điện ảnh. Đồng thời, phát huy tinh thần nhân ái, hợp tác giữa các nhà làm phim, đại biểu, khách mời vì sự phát triển của điện ảnh. Đây cũng là cơ hội để giới thiệu đến công chúng Việt  Nam những tác phẩm đặc sắc của các nền điện ảnh trên thế giới.
Tại cuộc họp báo, bà Ngô Phương Lan – Cục trưởng Cục Điện ảnh cho biết, nét mới của HANIFF năm nay là việc tuyển chọn các bộ phim chưa từng dự thi tại các liên hoan phim quốc tế trong khu vực châu Á. Đặc biệt, Ban Tổ chức sẽ chọn nhiều phim Việt Nam hơn để tham dự các chương trình, hạng mục lại Liên hoan.
Một điểm nhấn đặc sắc của HANIFF năm nay là ngoài các phim truyện dự thi ở các thể loại, Liên hoan còn có các chương trình phim hấp dẫn như: Chương trình điện ảnh toàn cảnh; chương trình tiêu điểm điện ảnh; tiêu điểm điện ảnh Ba Lan; chương trình tuyển chọn phim Iran; chương trình phim Việt Nam. Bên cạnh đó, lần đầu tiên hội thảo chuyên đề “Tiêu điểm điện ảnh Ba Lan”, “Kinh nghiệm thành công quốc tế của điện ảnh Iran” sẽ được tổ chức cùng với các hoạt động như: Trại sáng tác tài năng trẻ HANIFF 2018; Chợ dự án phim; Triển lãm: “Bối cảnh quay phim đặc sắc tại Việt Nam”
Một điểm nhấn đặc sắc của HANIFF năm nay là ngoài các phim truyện dự thi ở các thể loại, Liên hoan còn có các chương trình phim hấp dẫn như: Chương trình điện ảnh toàn cảnh; chương trình tiêu điểm điện ảnh; tiêu điểm điện ảnh Ba Lan; chương trình tuyển chọn phim Iran; chương trình phim Việt Nam. Bên cạnh đó, lần đầu tiên hội thảo chuyên đề “Tiêu điểm điện ảnh Ba Lan”, “Kinh nghiệm thành công quốc tế của điện ảnh Iran” sẽ được tổ chức cùng với các hoạt động như: Trại sáng tác tài năng trẻ HANIFF 2018; Chợ dự án phim; Triển lãm: “Bối cảnh quay phim đặc sắc tại Việt Nam”.
Ban Tổ chức cho biết, các phim tham dự Liên hoan được chiếu tại Trung tâm Chiếu phim Quốc gia, Rạp Kim đồng, Cụm rạp chiếu phim CGV Vincom Center, Cụm rạp chiếu phim BHD Star Vincom. Một số bộ phim tiêu biểu của điện ảnh thế giới tham dự Liên hoan cũng được chiếu phục vụ các nhà báo khi diễn ra Liên hoan tại Trung tâm Chiếu phim Quốc gia.
Về cơ cấu giải thưởng, Ban Tổ chức sẽ trao các giải thưởng: Phim dài xuất sắc nhất; Phim ngắn xuất sắc nhất; Đạo diễn phim truyện xuất sắc nhất; Diễn viên nam chính xuất sắc nhất; Diễn viên nữ chính xuất sắc nhất; Đạo diễn trẻ của phim ngắn. Bên cạnh đó còn có Giải thưởng của Ban Giám khảo và Giải thưởng phim Việt Nam được khán giả yêu thích nhất.

### Các hoạt động
| Ngày           | Sự kiện                                                                         | Địa điểm                                |
| -------------- | ------------------------------------------------------------------------------- | --------------------------------------- |
| 27 tháng 10    | Lễ khai mạc                                                                     | Cung Văn hóa Hữu nghị Việt - Xô         |
| 27 tháng 10    | Chiếu phim mở màn (Kẻ trộm siêu thị / Shoplifters)                              | Trung tâm Chiếu phim Quốc gia           |
| 27–30 tháng 10 | Chương trình Trại sáng tác HANIFF                                               | Khách sạn Daewoo Hà Nội                 |
| 27–30 tháng 10 | Chương trình Chợ dự án                                                          | Khách sạn Daewoo Hà Nội                 |
| 27–31 tháng 10 | Triển lãm Bối cảnh quay phim đặc sắc tại Việt Nam                               | Khách sạn Daewoo Hà Nội                 |
| 27–31 tháng 10 | Buổi chiếu phim tại rạp (các phim trong Chương trình Phim không tranh giải)     | Trung tâm Chiếu phim Quốc gia           |
| 27–31 tháng 10 | Buổi chiếu phim tại rạp (các phim trong Chương trình Phim không tranh giải)     | Rạp chiếu phim BHD Star Phạm Ngọc Thạch |
| 27–31 tháng 10 | Buổi chiếu phim tại rạp (các phim trong Chương trình Phim không tranh giải)     | Rạp chiếu phim Tháng Tám                |
| 27–31 tháng 10 | Buổi chiếu phim tại rạp (các phim trong Chương trình Phim không tranh giải)     | Rạp chiếu phim Kim Đồng                 |
| 28 tháng 10    | Tọa đàm Tiêu điểm Điện ảnh Ba Lan                                               | Khách sạn Daewoo Hà Nội                 |
| 28 tháng 10    | Buổi chiếu phim ngoài trời (Cô Ba Sài Gòn / The Tailor)                         | Vườn hoa Chí Linh                       |
| 29 tháng 10    | Tọa đàm Kinh nghiệm thành công quốc tế của Điện ảnh Iran                        | Khách sạn Daewoo Hà Nội                 |
| 29 tháng 10    | Buổi chiếu phim ngoài trời (Anida và gánh xiếc nổi / Anida and Floating Circus) | Vườn hoa Chí Linh                       |
| 30 tháng 10    | Buổi chiếu phim ngoài trời (Giản đơn / Ellipsis)                                | Vườn hoa Chí Linh                       |
| 31 tháng 10    | Chiếu phim kết thúc (Người đàn bà tuyệt vời / A Fantastic Woman)                | Trung tâm Chiếu phim Quốc gia           |
| 31 tháng 10    | Lễ bế mạc                                                                       | Cung Văn hóa Hữu nghị Việt - Xô         |

## Ban giám khảo, cố vấn

### Chương trình Phim dự thi (In-Competition)

#### Phim dài (Feature-Length Film)
- Ông Oguri Kohei: đạo diễn, biên kịch người Nhật Bản – Trưởng ban
- Ông Allan Starski: nhà thiết kế mỹ thuật – Thành viên
- Ông Shahram Mokri: đạo diễn  – Thành viên
- Ông Lee Dong-ha: nhà sản xuất phim, Variety's 10 to Producers to watch của Variety Awards thuộc Liên hoan phim Cannes 2017 – Thành viên
- Bà Ngô Thanh Vân: diễn viên, nhà sản xuất  – Thành viên

#### Phim ngắn (Short Film)
- Ông Jukka-Pekka Laakso: Giám đốc Liên hoan phim ngắn Tampere – Trưởng ban
- Ông Raymond Red: đạo diễn – Thành viên
- Ông Lý Thái Dũng: đạo diễn hình ảnh (nhà quay phim), NSND – Thành viên

#### Giải Mạng lưới khuyến khích điện ảnh châu Á (NETPAC's Award)
- Ông Lee Choong Jik: giáo sư, nhà sản xuất, Giám đốc Liên hoan phim Quốc tế Jeonju – Trưởng ban
- Bà Tsengel Davaasambuu: nhà sản xuất phim – Thành viên
- Bà Nguyễn Thị Hồng Ngát: nhà biên kịch, nhà sản xuất phim – Thành viên

### Chương trình Trại sáng tác HANIFF (The HANIFF Campus)

#### Lớp đạo diễn & sản xuất
- Ông Homayoun Asadian: nhà sản xuất, đạo diễn, biên kịch
- Ông Rouhollah Hejazi: nhà sản xuất, đạo diễn, biên kịch
- Ông Allan Starskir: đạo diễn
- Ông Phạm Nhuệ Giang: đạo diễn
- Ông Nguyễn Hoàng Điệp: đạo diễn

#### Lớp diễn viên
- Ông David Wenham: diễn viên, nhà sản xuất
- Bà Đỗ Thị Hải Yến: diễn viên

### Chương trình Chợ dự án (The Film Project Market)
- Ông Nguyễn Phan Quang Bình: đạo diễn
- Ông Kim Woo-young: nhà sản xuất
- Bà Nasim Ahmadpour: biên kịch, đạo diễn
- Ông Philip Cheah: nhà phê bình điện ảnh
- Ông Indrasis Acharya: đạo diễn

## Chương trình Phim dự thi

### Phim dài (Feature-Length Film)
12 phim được chọn để tranh giải thưởng chính thức ở hạng mục Phim truyện:
| Tựa                            | Đạo diễn                |
| ------------------------------ | ----------------------- |
| Anna Karenina: Vronsky's Story | Karen Shakhnazarov      |
| Eva                            | Benoît Jacquot          |
| First Law, A Shaman's Tale     | Diego Rafecas           |
| Pale Folks                     | Vladimir Todorović      |
| Pupa                           | Indrasis Acharya        |
| Salt is Leaving the Sea        | Ertanto Robby Soediskam |
| Signal Rock                    | Chito S. Roño           |
| Silent Night                   | Piotr Domalewski        |
| Student A                      | Lee Kyung-sub           |
| Summer in Closed Eyes          | Cao Thúy Nhi            |
| The Dark Room                  | Rouhollah Hejazi        |
| The Name                       | Akihiro Toda            |

### Phim ngắn (Short Film)
29 phim ngắn được chọn để tranh giải chính thức ở hạng mục Phim ngắn, chia thành 9 buổi chiếu:
Buổi 1:
- When the Smoke Collides (32′)
- Hunger (14′)
- Roommate / Bạn cùng phòng (25′)
- Radio Dolores (Phim hoạt hình, 18′)

Buổi 2:
- Gharshelegh (Phim tài liệu, 16′)
- Su (18′)
- Faucet (15′)

Buổi 3:
- From a Distance (5′)
- Haru’s New Year (19′)
- Snowbirds (48′)
- Poliangular (Phim hoạt hình, 8′)

Buổi 4:
- Happy Family (24′)
- One Kilo of Fly Wings (Phim tài liệu, 30′)
- Josephin (Phim hoạt hình, 5′)
- Pas D’yeux (Phim hoạt hình, 4′)
- The Secret of Children / Bí mật của những đứa trẻ (Phim hoạt hình, 10′)

Buổi 5:
- Once (35′)
- Two Children / Hai đứa trẻ (Phim tài liệu, 51′)

Buổi 6:
- Destiny (14′)
- Mother - Earth for All / Một đất mẹ cho tất cả (Phim tài liệu, 60′)
- The Warm Light / Vầng sáng ấm áp (Phim hoạt hình, 10′)
- The Mannequin / Cậu bé Ma-nơ-canh (Phim hoạt hình, 10′)

Buổi 7:
- So Close So Far, the Ancestral Forest / Gần mà xa – Khu rừng của tổ tiên (Phim tài liệu, 42′)
- Homecoming Day / Ngày về (Phim tài liệu, 27′)

Buổi 8:
- My Hanoi (Documentary, 52′)
- Endless Journey / Hành trình bất tận (Phim tài liệu, 50′)

Buổi 9:
- Muzeon-Stephan Ramniceanu (Phim tài liệu, 52′)
- Where is My Route (12′)
- Permanent Resident (20′)

## Chương trình phim không dự thi
Phim truyện và phim ngắn được chọn cho Chương trình Phim không dự thi:

### Phim chiếu mở màn
- Kẻ trộm siêu thị / Shoplifters – Kore-eda Hirokazu

### Phim quốc tế

#### Chương trình Toàn cảnh Điện ảnh Thế giới

##### Phim dài
- Amin & Akvan – Zohal Razavi
- Anida and Floating Circus / Anida y el Circo Flotante – Liliana Romero
- The Midwife / Sage Femme – Martin Provost
- Nervous Translation – Shireen Seno
- A Letter to the President – Roya Sadat
- Painting Life – Dr. Biju
- Kathaa '72 – Prabin Syangbo
- The Wild Pear Tree / Ahlat Ağacı – Nuri Bilge Ceylan
- Father and Son / Cha cõng con – Lương Đình Dũng
- A Haunting Hitchkie / 히치하이크 – Jeong Hee-jae
- Love+Sling / 레슬러 – Kim Dae-woong
- Delia and Sammy – Therese Cayaba
- Gutland – Govinda Van Maele
- Talking Money – Sebastian Winkels
- Ellipsis – David Wenham
- Guang – Quek Shio Chuan
- The Baggage – Zig Madamba Dulay
- Under Construction / আন্ডার কন্সট্রাকশন – Rubaiyat Hossain
- Blood and the Moon – Tommaso Cotronei
- Vaishnavee|The Tree Goddess / වෛෂ්ණාවී – Sumitra Peries
- Tomorrow’s Power – Amy Miller
- All You Can Eat Buddha – Ian Lagarde
- Die Tomorrow – Nawapol Thamrongrattanarit
- A Ciambra – Jonas Carpignano
- Insane Mother / Солиот эх – Ishdorjiin Odonchimeg
- Looking for Kafka / 愛上卡夫卡 – Jade Y. Chen
- The Darkest Days of Us / Los días más oscuros de nosotras – Astrid Rondero
- Last of the Elephant Men – Arnaud Bouquet, Daniel Ferguson
- Where I Belong / しゃぼん玉 – Azuma Shinji
- Poppy Goes to Hollywood Redux – Sok Visal
- Decision: Liquidation / Reshenie o likvidatsii – Aleksandr Aravin
- The Seen and Unseen / Sekala Niskala – Kamila Andini
- On Body and Soul / Testről és lélekről – Ildikó Enyedi
- Night Accident / Tunku kyrsyk – Temirbek Birnazarov
- The Kid from the Big Apple / 我来自纽约 – Jess Teong
- Walking Past the Future / 路過未來 – Li Ruijun
- Stray – Dustin Feneley
- Pomegranate Orchard / Nar bağı – Ilgar Najaf
- Crossing a Shadow –  Augusto Tamayo
- Please, Care / Paki – Giancarlo Abrahan

##### Phim ngắn
Nhóm 1:
- Diapers for Melquiades (19′)
- Fatima Marie Torres and the Invasion of Space Shuttle Pinas 25 (17′)
- It’s Easier to Raise Cattle (17′)

Nhóm 2:
- Konfrontasi (14′)
- Joko (22′)
- Employee of the Month (13′)
- Kampung Tapir (Documentary, 17′)
- The Veiled Willow (21′)

Nhóm 3:
- On This Side (30′)
- Smile of Nazareno (15′)
- Still (14′)
- Mother (21′)

#### Chương trình Tiêu điểm Điện ảnh Quốc gia: Điện ảnh Ba Lan
- Nights and Days / Noce i dnie – Jerzy Antczak (1975)
- Sweet Rush / Tatarak – Andrzej Wajda (2009)
- Ida – Paweł Pawlikowski (2013)
- Plan B – Kinga Dębska (2018)
- The Promised Land / Ziemia obiecana – Andrzej Wajda (1975)
- The Pianist – Roman Polanski (2002)
- Warsaw 44 – Jan Komasa (2014)
- Ashes and Diamonds / Popiół i diament – Andrzej Wajda (1958)
- One Way Ticket to the Moon / Bilet na ksiezyc – Jacek Bromski (2013)

#### Chương trình Phim chọn lọc: Điện ảnh Iran
- The Home / Ev – Asghar Yousefinejad (2017)
- Taste of Cherry / Ta'm e guilass – Abbas Kiarostami (1997)
- Kupal – Kazem Mollaie (2017)
- A Special Day / Yek rouz bekhosos – Homayoun Assadian (2017)
- The Salesman / Forušande – Asghar Farhadi (2016)
- The White Balloon / Badkonake sefid – Jafar Panahi (1995)
- Reza – Alireza Motamedi (2018)
- Invasion / Hojoom – Shahram Mokri (2017)

### Phim Việt Nam

#### Phim Việt Nam đương đại

##### Phim dài
- 100 ngày bên em / 100 Days of Sunshine – Vũ Ngọc Phượng
- 11 niềm hy vọng / 11 Hopes – Robie Nguyễn
- 49 ngày 2 / 49 Days 2 – Nhất Trung
- 798Mười / 798Ten – Dustin Nguyễn
- Bạn gái tôi là sếp / She’s the Boss – Trần Hàm
- Chàng vợ của em / My Mr. Wife – Charlie Nguyễn
- Chờ em đến ngày mai / Until You – Đinh Tuấn Vũ
- Có căn nhà nằm nghe nắng mưa / Like an Old House – Mai Thế Hiệp, Trầm Nguyễn Bình Nguyên
- Cô Ba Sài Gòn / The Tailor – Trần Bửu Lộc, Nguyễn Lê Phương Khanh
- Cô gái đến từ hôm qua / The Girl from Yesterday – Phan Gia Nhật Linh
- Đảo của dân ngụ cư / The Way Station  – Hồng Ánh
- Dạ cổ hoài lang / Night Drumbeats Cause Longing for Absent Husband – Nguyễn Quang Dũng
- Em chưa 18 / Jailbait – Lê Thanh Sơn
- Lôi Báo / Be the Hero – Victor Vũ
- Ở đây có nắng / Here Comes the Sun – Đỗ Nam
- Sắc đẹp ngàn cân / 200 Pounds Beauty – James Ngô
- Song lang / The Tap Box – Leon Quang Lê
- Tháng năm rực rỡ / Go-Go Sisters – Nguyễn Quang Dũng
- Vệ sĩ Sài Gòn / Saigon Bodyguards – Ochiai Ken
- Việt Nam thời bao cấp / Vietnam's Subsidy Period (Phim tài liệu) – Trần Tuấn Hiệp
- Yêu em bất chấp / My Sassy Girl  – Văn Công Viễn
- Yêu đi, đừng sợ! / Kiss & Spell – Stephane Gauger

##### Phim ngắn
Nhóm 1:
- Bố ơi con ước / Daddy, I wish (23′)
- Hồi sinh / Revival (28′)
- Dòng chảy không có tận cùng / Endleess Flow of Life (40′)
- Cóc con Bitus / The Little Toad (10′)

Nhóm 2:
- Nỗi niềm tứ nữ / The Innermost Feelings of the Four (23′)
- Khát vọng Hoàng Sa - Trường Sa / Aspiration of Paracel and Spratly Islands (40′)
- Hành trình hóa giải / The Journey of Reconciliation (35′)
- Cô bé rơm vàng / Little Straw Doll (10′)

Nhóm 3:
- Tâm tình của gốm / Sentiment of Pottery (31′)
- Truyền thuyết chiếc khăn Piêu / Tale of Pieu Scarf (11′)
- Niềm vui làm mật / Making Honey Delight (31′)
- Người anh hùng áo vải / Hero Wearing Duffle (30′)
- Hải Âu bé bỏng / A Little Seagull (10′)

### Phim chiếu kết thúc
- Người đàn bà tuyệt vời / A Fantastic Woman – Sebastián Lelio

## Danh sách đề cử và chiến thắng

### Chương trình Phim dự thi (Competition)
| Giải Đạo diễn trẻ phim ngắn xuất sắc nhất (Best Young Director of Short Film in competition)                                                        | Giải thưởng của Ban giám khảo cho phim ngắn (Jury Award for Short Film in competition) |
| --- | --- |
| - Nguyễn Lê Hoàng Việt – Bạn cùng phòng (Roommate)                                                                                                  | - Hai đứa trẻ (Two Children) |
| Giải thưởng cho phim ngắn xuất sắc nhất (Best Short Film Award)                                                                                     | Giải Mạng lưới khuyến khích điện ảnh châu Á (NETPAC's Award) |
| - Su - Hai đứa trẻ (Two Children) - Gia đình hạnh phúc (Happy Family)                                                                               | - Nữ sinh A (Student A) |
| Giải Diễn viên nam chính xuất sắc nhất (Best Leading Actor Award)                                                                                   | Giải Diễn viên nữ chính xuất sắc nhất (Best Leading Actress Award) |
| - Christian Bables – Tín hiệu trên đỉnh núi (Signal Rock) - Saed Soheili – Buồng tối (The Dark Room) - Dawid Ogrodnik – Đêm yên lặng (Silent Night) | - Phương Anh Đào – Nhắm mắt thấy mùa hè (Summer in Closed Eyes) - Sareh Bayat – Buồng tối (The Dark Room) - Kim Hwan-hee – Nữ sinh A (Student A) - Ren Komai – Danh xưng (The Name)                  |
| Giải Đạo diễn phim dài xuất sắc nhất (Best Director of Feature-Length Film in competition)                                                          | Giải Bình chọn phim truyện Việt Nam được khán giả yêu thích trong chương trình Phim Việt Nam đương đại (People's Choice Awards for Vietnamese Featured Film in Contemporary Vietnamese Film program) |
| - Piotr Domalewski – Đêm yên lặng (Silent Night) - Rouhollah Hejazi – Buồng tối (The Dark Room) - Vladimir Todorovic – Dân quê (Pale Folk)          | - Chàng vợ của em (My Mr. Wife) |
| Giải thưởng của Ban giám khảo cho phim dài (Jury Award for Feature-Length Film in competition)                                                      | Giải thưởng cho phim dài xuất sắc nhất (Best Feature-Length Film Award) |
| - Dân quê (Pale Folk) | - Buồng tối (The Dark Room) - Nữ sinh A (Student A) - Đêm yên lặng (Silent Night) - Dân quê (Pale Folk) - Eva                                                                                        |

### Chương trình Trại sáng tác HANIFF (The HANIFF Campus)
| Học viên xuất sắc nhất - lớp đạo diễn & sản xuất (Best Student Director & Producer) | Học viên xuất sắc nhất - lớp diễn viên (Best Student Actor) |
| ----------------------------------------------------------------------------------- | ----------------------------------------------------------- |
| - Crisanto Calvento                                                                 | - Vũ Kim Anh - Công Dương                                   |

### Chương trình Chợ dự án (The Film Project Market)
| Dự án xuất sắc nhất (Best Project) | Giải thưởng của Ban giám khảo (Jury's Award)                    |
| --- | --------------------------------------------------------------- |
| - Xu hướng John Denver (John Denver Trending) - Trời sáng rồi, ta ngủ đi thôi (Good Morning, and Good Night!) - Bánh mỳ của Bình (Binh’s Banh mi) - 99 kiếp cùng em (99 lives with you) - Những chú cá ở Thiên đường (Little fishes in Paradise) | - Trời sáng rồi, ta ngủ đi thôi (Good Morning, and Good Night!) |